# Щоденник литовських послів
Щоденник литовських послів — це умовна назва літературних посольських щоденників (близько 1556 рік), автором яких є глава місії посольства в Москві, князь Стефан Збаразький.
У творі передані події дипломатичної місії. Розгортання подій починається з приїзду посольства ВКЛ на землі Московського царства, оголошення часу — 7 січня 1556 року та переліку голів посольської місії із зазначенням їх посад. Історія розповідається здебільшого від імені «нас», тобто керівників посольства, за винятком одного випадку, коли автор виступає від свого імені: «Того ж дня, у вівторок, судові виконавці, були на обіді в мене, старшого посла, князя Стефана Андрійовича Збаразького, воєводи вітебського. І там усі посли обідали разом і вітали судових приставів за нашим звичаєм, який вони вдячно прийняли від нас. Після гарного напою вони подякували нам і пішли».
Домінуюча оповідь — часові та хронологічні зв'язки, що виявляються у звітах про дні тижня та числа подій. Просторові параметри в художній тканині твору виражаються через фіксацію географічних та топонімічних координат. У «Щоденнику литовських послів» представлено понад десять персонажів, усі вони історичні постаті: московський цар Іван IV Грозний, бояри Яків Салтиков, Михайло Морозов, Іван Воронцов, Федір Сукін, писар Іван Вісковатий. Автор віддає перевагу функціональному принципу зображення персонажів: називаються їх вчинки, дії, позиції. Інколи зустрічаються художні деталі, портрети, описи одягу, фізіогномічні особливості (характеристики голосу, очей, обличчя, жести тощо).
Серед основних сюжетно-композиційних складових «Щоденника литовських послів» — це сцени аудієнцій у Кремлі. До них належать такі теми — приїзд судових приставів до великих послів та запрошення до Кремля, проходження воріт (сцена біля стовпів), зустріч у сінях перед княжим палацом зі переліком бояр, які вийшли назустріч, ритуальна представлення послів великому князю, вітальне запрошення зайняти відповідне місце на лавці навпроти нього, нарешті, пропозиція боярина-дипломата Іван Вісковатого від імені монарха зайти до палати для переговорів. Специфічна, мабуть, лише сцена першої аудиторії, яка включає цілування послами руки великого князя, діалог з ним про його здоров'я, дозвіл князя на відкриття посольства, дарування подарунків, ласкаве запрошення князя зупинитися у нього, вечеря на честь послів.
У «Щоденнику литовських послів» є кілька сцен переговорів між послами Великого князівства Литовського та московськими боярами. Автор захоплює учасників дискусій з обох сторін, передає основні виступи, зміст обговорюваних питань. Основна тема переговорів — підписання статей про перемир'я між двома країнами. В роботі також обговорюються вторинні явища, пов'язані з безпекою та життям великих послів у Москві. Сцени пожежі в Москві, побиття підводів прикордонниками при в'їзді до Кремля, підписання перемир'я між Московською державою та Великим князівством Литовським яскраво представлені у творі.
«Щоденник литовських послів» — один із перших творів давньої білоруської літератури, де діалоги та монологи широко використовуються як складові твору. Загалом «Щоденник литовських послів» містить 10 виступів послів, 5 монологів великого князя московського, 12 виступів приставів, 8 монологів московських бояр, з них 6 безособових та 2 персоналізованих. Найзначнішою з уособлених боярських промов є промова Якова Салтикова під час першої аудієнції послів у великого князя. За змістом деякі з них є стислими відповідями або запитаннями, односкладові за формою, інші — це розширені багатозначні текстові одиниці. Специфіка діалогів та монологів полягає в тому, що вони чітко скорочені: автор подає лише головне, суть. Як результат, історія не завжди повна, іноді наче розірвана. Передаються деталі, особливості поведінки та манери учасників діалогу. Діалоги, очевидно, відтворені автором згідно зі спогадами з використанням протокольних записів. Мова іноземців — московських вельмож — перекладається білоруською.
Автору вдалося створити природність діалогів. Один із способів зробити це — використовувати поряд з непрямою, просту мову. Однак діапазон сигнальних дієслів перед простою мовою звужується. Письменник зазвичай використовує три нейтральні форми: «сказали», «мовили», «відповіли». На всіх стилістичних рівнях «Щоденника литовських послів» є значний вплив протокольних записів, діловодства, що панували у тодішній дипломатичній практиці фіксування місій посольств.
Літературний аналіз «Щоденника литовських послів» свідчить про літературні здібності Стефана Збаразького, його володіння літературною мовою. Рукописний оригінал «Щоденника литовських послів» зберігається в Російському державному архіві давніх актів у Москві.